# Josefa de Oliveira
Josefa de Oliveira (Viseu, 24 de dezembro de 1853 — Porto, 17 de abril de 1909), foi uma atriz de teatro e cantora lírica portuguesa.

## Biografia
Josefa de Oliveira nasceu em Viseu, filha de José Francisco e de sua mulher, Maria Rosa. No entanto, não se conhece a freguesia nem a data exata do seu nascimento, estimando-se que terá nascido a 24 de dezembro, por volta de 1852 ou 1853, motivado pela própria ter ocultado a sua idade. Pouco se sabe também sobre a sua infância ou em que altura e por que motivo terá vindo para a capital.

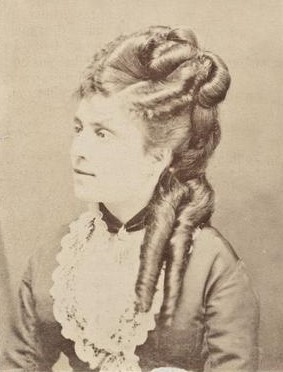
Retrato fotográfico de Josefa de Oliveira aos 26 anos (Biblioteca da Ajuda, in O Contemporâneo, 1879).

Apareceu no meio teatral pela primeira vez em Lisboa, estreando-se a 6 de maio de 1873, no Teatro da Trindade, na opereta Equilíbrios d'amor, tendo cerca de 20 anos de idade. Na noite da sua estreia, o público importou-se mais em saber de onde ela vinha, do que propriamente da sua prestação artística, humilhando-a durante a atuação. Saiu logo de Lisboa, instalando-se na cidade do Porto. Ali estreou-se no ano seguinte, com enorme êxito, no extinto Teatro da Trindade daquela cidade (destruído em 1875 por um incêndio) na ópera cómica Schah em Pancas, da autoria de Alves Rente, passando depois para o Teatro Baquet, que, coincidentemente, também seria destruído por um incêndio 13 anos depois. No Porto fez carreira de sucesso e, chegando a Lisboa a fama dos seus triunfos nos palcos portuenses, o empresário Francisco Palha não descansou enquanto não a trouxesse de novo à capital. Josefa cedeu à proposta de Palha e veio a Lisboa estrear-se pela segunda vez.
A 25 de abril de 1878, no palco do Trindade de Lisboa, entra na peça Viagem à lua, sendo entusiásticamente aplaudida. Permaneceu neste teatro durante 14 anos, até 1892. Entre outros, desempenhou com agrado os papéis de Segredo d'uma dama, Duquezinho, Milho da padeira, Filha do Inferno, Graziela, Madame Favart, Filha da sr.ª Angot, Piporlin, Boccacio, Ave azul, Noite e o Dia, Gillette de Narbone, Moleiro d'Alcalá, Ditoso Fado, Sureouf, Pato de três bicos, Menina do telefone, O comboio de recreio, Ortografia e Ponte do Diabo.
Sentindo a voz cansada e tendo dificuldades no canto, resolveu-se a deixar o género da opereta e dedicar-se exclusivamente à comédia, escriturando-se no Teatro do Ginásio, onde foi muito bem recebida. Entre outros, fez ali com agrado as então denominadas "cocottes" (termo francês para papéis de mulheres mundanas), das peças O Primeiro Marido da França e Casa Tamponin. Denota-se também a sua participação nas peças Os Grilos, O Salta-Pocinhas, Águas de S. Crispim bicarbonatadas, líticas e gasosas, O Terra Nova, Fogo de Vistas, O casamento do Conselheiro, O Severo, Os dois anúncios e Juiz duma Cana.

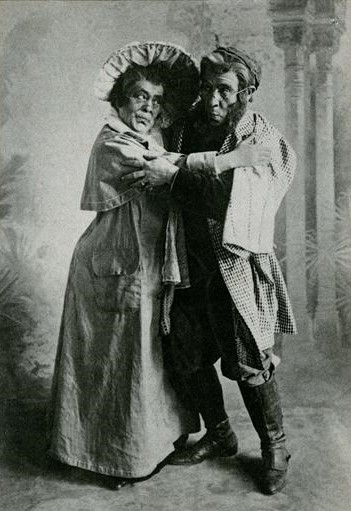
Retrato fotográfico de Josefa de Oliveira e António Pinheiro em personagem, no 1.º ato da comédia Vénus, estreada no Teatro D. Amélia, em 1906 (Museu Nacional do Teatro e da Dança).

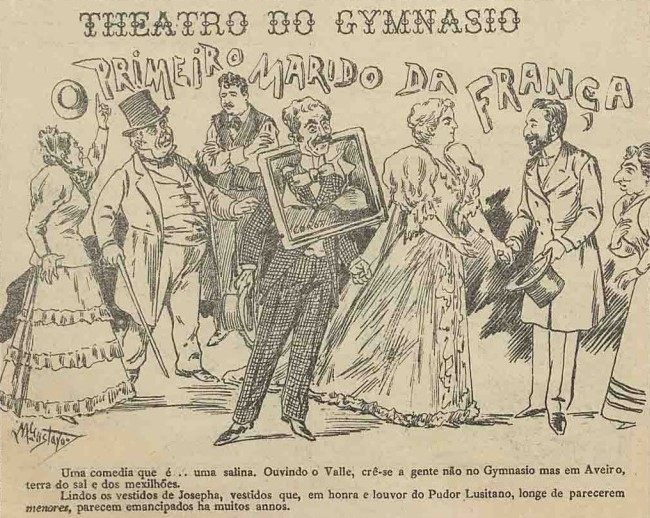
Litografia cómica com caricaturas dos atores participantes da comédia O Primeiro Marido da França, estreada no Teatro do Ginásio (O António Maria, 15 de novembro de 1893).

Em 1895 foi, numa companhia de António de Sousa Bastos, em tournée ao Rio de Janeiro, onde permaneceu de julho a outubro. Ali decidiu regressar à opereta, no entanto, continuou a falhar-lhe a voz. Ainda assim, obteve sucesso junto do público, principalmente na comédia. Artur Azevedo refere, em crónica publicada no jornal brasileiro A Notícia, acerca de uma prestação da atriz: "(...) muito à vontade no papel de uma bailarina astuta e inverossímil". Em julho de 1899 vai em tournée aos Açores com a companhia da Sociedade de Artistas Dramáticos Portugueses, fazendo temporada no Teatro Angrense, em Angra do Heroísmo, estreando-se a 27 daquele mês com a peça João José e encerrando com o drama histórico Leonor Teles.
Conservou-se por vários anos no Ginásio, escriturando-se por volta de 1904 no Teatro D. Amélia, a pedido do visconde de São Luís de Braga, onde ocupou um distinto lugar, até, pelo menos, 1908. Esta época caracterizou-se por inúmeros conflitos, motivados pelo descontentamento dos atores daquela companhia, que acusavam o visconde, diretor daquele teatro, de insensibilidade artística e míseros salários que pouco serviam de sustento aos artistas. Tal levou à saída de vários nomes sonantes para o Teatro Nacional D. Maria II e à total reorganização da companhia. Josefa mudou-se pouco tempo depois para o Porto.
Nunca casou nem teve descendência. Faleceu a 17 de abril de 1909, na sua residência, casa n.º34 do Passeio das Fontainhas, na freguesia da Sé, no Porto. O seu assento de óbito refere ter a idade de 55 anos. Jaz no Cemitério do Prado do Repouso, naquela cidade.
A atriz teve uma relação íntima e assumida com o ator António Pinheiro durante dez anos, que, segundo o próprio, quase enloqueceu com a sua morte, aliado aos conflitos ocorridos no Teatro D. Amélia, de cuja companhia fez parte durante longos anos, e subsequente morte da sua mãe no dia do enterro de Josefa, dia no qual o ator foi também obrigado a representar comédia no Teatro do Príncipe Real, no Porto. O ator dedicou-lhe a publicação das obras Contos Largos e Teatro Português (Arte e Artistas), descrevendo a companheira como "diva de Offenbach".